# باول سانت بيير
باول سانت بيير (بالإنجليزية: Paul St. Pierre)‏ هو سياسي كندي، ولد في 14 أكتوبر 1923 في شيكاغو في الولايات المتحدة، وتوفي في 27 يوليو 2014 في كندا. حزبياً، نشط في الحزب الليبرالي الكندي. وقد انتخب عضو مجلس العموم الكندي.